# عمار البلوچی
عمار البلوچی (عربی: عمار البلوشي، ʿAmmār Al-Balūshī ; همچنین به عنوان عمار البلوچی ترجمه شده‌است، فرزند علی عبدالعزیز علی، 29 اوت 1977) یک شهروند پاکستانی در بازداشتگاه ایالات متحده در اردوگاه زندان گوانتانامو است. اتهامات علیه وی عبارتند از "تسهیل مهاجمان 11 سپتامبر، ایفای نقش به عنوان پیک برای اسامه بن لادن و طراحی برای سقوط یک هواپیمای مملو از مواد منفجره به کنسولگری ایالات متحده در کراچی ."

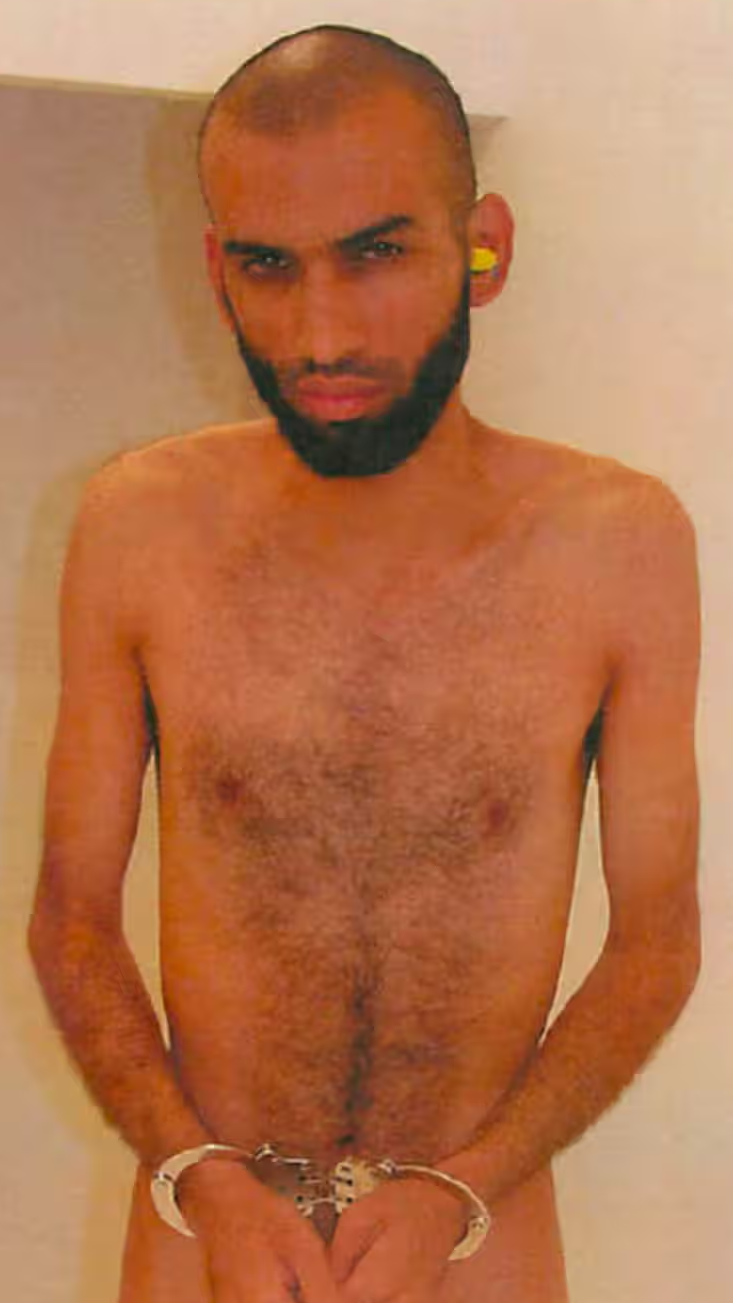
al-Baluchi circa 2004

یکی از اعضای همان طایفه البلوچی به عنوان خالد شیخ محمد (KSM) و رمزی یوسف، مقامات آمریکایی اظهار می‌دارند که او در اجرای حملات ۱۱ سپتامبر کمک کرد، و او به بازرسان گفت که در تلاش‌های القاعده برای توسعه سلاح‌های بیولوژیکی برای استفاده علیه دشمنانش به دنبال کمک بوده‌است. بنا بر گزارش‌ها، او با عافیه صدیقی، دانشمند پاکستانی که به اتهام تیراندازی به سربازان آمریکایی محکوم شده و در ایالات متحده زندانی شده بود، ازدواج کرد و سپس طلاق گرفت.
عمار البلوچی در الاحمدی کویت متولد شد و برادرزاده خالد شیخ محمد (سازمان دهنده حملات ۱۱ سپتامبر) و پسر عموی رمزی یوسف، سازمان دهنده بمب‌گذاری در مرکز تجارت جهانی در سال ۱۹۹۳ است. خانواده بزرگ البلوچی‌ها قومیتی بلوچ و اصالتاً بلوچستانی هستند.